# Jirja
Jirja (arabiska جرجا, Jirjā) är en stad längs Nilen i Egypten, och är den näst största staden i guvernementet Sohag. Folkmängden uppgår till cirka 130 000 invånare.